# Cimarron, Kansas
Cimarron är administrativ huvudort i Gray County i Kansas. Enligt 2010 års folkräkning hade Cimarron 2 184 invånare.